# Regnvaktel
Regnvaktel (Coturnix coromandelica) är en fågel i familjen fasanfåglar inom ordningen hönsfåglar.

## Utseende
Regnvakteln är en liten (18 cm) hönsfågel. Den är lik vakteln men skiljer genom hos hanen kraftigare tecknat huvud samt varierande mängd svart på bröstet och svarta streck på flankerna. Honan är mindre än både vaktel och japansk vaktel och saknar bandning på handpennorna.

## Utbredning och systematik
Fågeln förekommer från Pakistan till Myanmar och västra Thailand. Den behandlas som monotypisk, det vill säga att den inte delas in i några underarter.

## Status och hot
Arten har ett stort utbredningsområde och det finns inga tecken på vare sig några substantiella hot eller att populationen minskar. Utifrån dessa kriterier kategoriserar IUCN arten som livskraftig (LC).